# Dryopteris fatuhivensis
Dryopteris fatuhivensis är en träjonväxtart som beskrevs av E. Brown. Dryopteris fatuhivensis ingår i släktet Dryopteris och familjen Dryopteridaceae. Inga underarter finns listade.